# (5261) Eureka
L'asteroide (5261) Eureka es va descobrir en l'Observatori de Monte Palomar el 20 de juny de 1990 i va resultar ser el primer asteroide troià conegut de Mart que ocupa el punt de Lagrange L5  de Mart. La seva distància que varia només 0,3 ua durant cada revolució (amb una tendència secular, de distància d'1.5-1.8 UA al voltant de 1850 a 1.3-1.6 UA cap al 2400). Les distàncies mínimes a la Terra, Venus i Júpiter són 0.5, 0.8 i 3.5 UA, respectivament.
La integració numèrica a llarg termini efectuades per Kimmo A. Innanen i Seppo Mikkola demostren que l'òrbita és estable per a un temps de diversos milions d'anys.
Des de llavors, s'han identificat altres Troians de Mart; a saber 1999 UJ7 en el punt L 4  i 1998 VF31 del 2001 DH47 del 2001 FG24, i 2001 FR127 en el punt L 5 . Els asteroides coorbitals 1998 QH56 i 1998 SD4 no es consideren com a Troians perquè no són estables i seran allunyats per la gravitació de Mart en els pròxims 500.000 anys.
Això no obstant, a partir de 2005, el Minor Planet Center no reconeix oficialment cap asteroide troià de Mart:" a la llum d'algunes especulacions recents poc fidedignes d'un grup de discussió Yahoo d'astronomia".
L'espectre en l'infraroig per a este asteroide és típic d'un asteroide tipus A, i l'espectre visual és consistent amb una forma evolucionada de condrita anomenada angrite. Un asteroide de color roig, amb un moderat albedo. L'asteroide ha d'haver estat en esta òrbita estable del punt de Lagrange L5  de Mart durant la major part de la història del Sistema solar.